# Ervino di Merseburgo
Ervino di Merseburgo, chiamato anche Ervino il Vecchio, in tedesco Erwin (840 circa – Merseburgo, prima del 906), fu un ricco nobile e probabilmente anche un conte (nell'Hassegau e nel Gau Friesenfeld) al confine orientale dell'allora regno dei Franchi Orientali.

## Origini e famiglia
Ervino di Merseburgo era sposato con una donna il cui nome era sconosciuto: da un rapido accenno di Vitichindo di Corvey, su può solo dedurre che si trattasse della sorella di Ildegarda, moglie del conte Tietmaro della Vestfalia orientale. In una voce commemorativa per il conte Meginwarch nel Verbrüderungsbuch (libro della confraternita) dell'abbazia di Reichenau, dopo la voce del suddetto e di sua moglie Kerlind, si trovano la coppia Eberwin e Wentila, ovvero un Erwin (Ervino) e una Wendilgard. Nella stessa voce, seguono un paio di Eberwin e Hildegart. Reinhard Wenskus identificò l'Eberwin menzionato nel 1976 con Erwin (Ervino) di Merseburgo, e quindi il nome della moglie sarebbe Hildegard (Ildegarda), ma questa avrebbe lo stesso nome della sua eventuale sorella. Gerd Althoff si riferisce anche a Ervino di Merseburgo in relazione al nome Eberwin nella voce di gruppo nel Verbrüderungsbuch di Reichenau discusso da Reinhard Wenskus, ma non decide su uno dei due omonimi. Di conseguenza, rimane aperto se Wendilgard possa essere considerata anche la moglie di Ervino di Merseburgo. È da segnalare inoltre che Tietmaro di Merseburgo riferisce di un ulteriore Erwin ovviamente più giovane, che, dopo il suo coinvolgimento nel tentato attentato al re Ottone il Grande a Pasqua dell'anno 941 assieme ad altri congiurati (cui fu coinvolto Liutario, nonno di Tietmaro), fu giustiziato; del tentativo di assassinio ne parla anche Vitichindo di Corvey, il quale però parla solo del congiurato Erich, padre del futuro vescovo di Halberstadt Hildeward, che scelse di morire con le armi in pugno piuttosto che sottomettersi al sovrano (si veda anche la pagina di Billing). Secondo i contemporanei, questo Erwin era ritenuto un grande molto importante.
Secondo Reinhard Wenskus, Meginwarch e Tietmaro appartenevano all'ambiente familiare di Erwin: questo era imparentato con loro per matrimonio attraverso sua moglie e la moglie di Tietmaro, soprattutto perché il figlio di questo, Sigfrido, e Meginwarch, sembra che possedessero beni negli stessi luoghi che in precedenza potrebbero essere stati spartita a causa della divisione della proprietà.
Secondo le fonti, Ervino di Merseburgo morì senza eredi maschi, cosicché i suoi ricchi possedimenti passarono alle sue due figlie gemelle (geminis filiabus). Di una di loro non conosciamo il nome e le fonti non forniscono alcuna informazione sul suo destino: si può presumere che morì senza eredi, poiché parte della ricca proprietà di Ervino andarono a suo cugino, il successivo legato Sigfrido, attraverso sua zia Ildegarda e suo zio Tietmaro.
Più importante fu sua sorella Hatheburga, che nacque nell'876 e, secondo l'usanza del tempo, si sposò per la prima volta intorno all'890 all'età circa di quattordici anni, ma nel 900 essa risulta già vedova e suora. Ciò che i Liudolfingi non potevano prendere con la forza delle armi, cercarono di ottenere per via matrimoniale. Nel 906 il futuro re Enrico, figlio del duca sassone Ottone l'Illustre, sposò Hatheburga, ma si separò da lei già nel 909, senza mai restituire i suoi ricchi possedimenti. Hatheburga dovette prendere nuovamente il velo, questa volta come badessa, e così scomparve dai documenti contemporanei, ma non prima di aver dato alla luce un figlio, Tankmaro.

## Biografia
A causa della scarsità di fonti, ci sono poche informazioni affidabili sulla vita dell'anziano Ervino: egli risulta il proprietario dell'insediamento fortificato di Altenburg sulla collina della cattedrale di Merseburgo, che apparteneva a un sistema di castelli franchi che era stato eretto a partire dal 780 circa; il sito è anche menzionato nell'elenco delle decime di Hersfeld intorno all'880 come "Mersiburc civitas". L'insediamento castellano dominava l'attraversamento del fiume Saale di importanti strade a lunga percorrenza dall'area del Reno-Meno alle aree ad est dell'allora linea di confine dell'Elba e della Saale, che ai tempi dell'anziano Ervino facevano parte del Sorbenmark (Limes Sorabicus). Inoltre, era molto ricco sia nell'Hassegau che nel Gau Friesenfeld, tanto che può esserne considerato il "comes" (conte), senza che le fonti lo menzionino esplicitamente tale. Tuttavia, questo può essere dovuto a un'epoca caratterizzata da poche fonti.
Le leggende estendono la storia della famiglia di Ervino sull'Altenburg al tempo delle campagne di Carlo Magno contro i Sorbi. Nell'anno 806 gli eserciti franchi si radunarono sotto la guida del re Carlo il Giovane (figlio di Carlo Magno) a "uualadala" (l'odierna Waldau a Bernburg), che, come Merseburgo, era anche situata in un importante incrocio della Saale. Durante questa campagna il «fiero re Milito, che regnava nel territorio dei Sorbi, fu ucciso» (Cronaca di Moissac). Un nonno di Ervino dallo stesso nome si sarebbe distinto così tanto che gli fu conferita la civitas Mersiburc per la protezione dai Sorbi. Questo nonno sarebbe stato "marchio" (margravio) della marca soraba prima di Taculfo, che è documentato per questa carica dall'849 all'873. Secondo questo, l'anziano Ervino non solo sarebbe morto sull'Altenburg, ma vi nacque anche. Tuttavia, non ci sono prove documentali di tutto questo.
Si discute a livello accademico se a Ervino di Merseburgo sia stato conferito l'ufficio di margravio del marchio sorabo dopo la destituzione di Poppo, duca di Turingia dall'892, appartenente alla stirpe franca dei vecchi Babenberg. Dall'898 al 912 i conti svevi dello Schwabengau e dell'Harzgau appaiono in questo ufficio. Nelle dispute tra questi margravi e i Liudolfingi per l'egemonia in Sassonia, Ervino si schierò fermamente dalla parte dei conti della Vestfalia Orientale.

## Conseguenze
Dall'insediamento castellano di Altenburg e dai vasti possedimenti di Ervino, che passarono alla stirpe dei Liudolfingi attraverso Hatheburga, fu creata un vasto demanio regio protetta da mura con possedimenti a Merseburgo e a ovest. Un palazzo reale fu costruito sulla collina della cattedrale e un mulino reale sulla Saale. In questo palazzo fu eretta la chiesa di San Giovanni, la seconda chiesa di Merseburgo accanto alla chiesa di San Pietro, sicuramente di epoca franca. La "schiera di Merseburgo" (legio Mesaburiorum) fungeva da guardia di frontiera contro i sorbi e i magiari. Un "comitatus" (contea) di Merseburgo apparve già nel 932, quando l'insediamento castellano aveva perso la sua funzione di confine orientale dell'impero. Nel 933, la denominazione di "palatium" fu usato per indicare il palazzo reale di Merseburgo, che nel 968 fu addirittura elevato al rango di sede vescovile e margraviato fornito di zecca.
Dalle altre vaste proprietà di Ervino, che passarono a Sigfrido di Merseburgo attraverso ildegarda, sorse una casata così importante che Sigfrido può essere definito il più potente sassone dopo il re. Dopo la morte di Sigfrido nel 937, ci fu una disputa per l'eredità tra il nipote di Ervino e fratellastro del re, Tankmaro, e il fratello di Sigfrido, Gero, che l'allora ancora giovane re Ottone I decise a favore del suo confidente Gero. Dal momento che Tankmaro venne privato dell'eredità della madre Hatheburga, questa decisione divenne la causa scatenante della sua ribellione, venendo ucciso nel 938